# Małgorzata Duda
Małgorzata Waleria Duda – polska teolożka i socjolożka, znawczyni zagadnień polityki społecznej oraz pracy socjalnej, profesor Uniwersytetu Papieskiego Jana Pawła II w Krakowie.

## Zainteresowania naukowe
Do jej głównych zainteresowań badawczych należą: polityka społeczna, ze szczególnym naciskiem na problemy osób zagrożonych wykluczeniem społecznym, integracja środowiska rodzinnego, etyka zawodowa oraz profilaktyka społeczna.

## Członkostwo i osiągnięcia
Była członkiem Małopolskiej Rady Polityki Prorodzinnej (2005–2008), Polskiej Komisji Akredytacyjnej (ekspert zespołu w obszarze nauk humanistycznych), Polskiego Stowarzyszenia Familiologicznego, Polskiego Towarzystwa Polityki Społecznej, Polskiego Towarzystwa Teologicznego. Pozostaje też honorowym członkiem Rady Wydziału Teologii Prawosławnej Uniwersytetu Preszowskiego (ekspert pracy socjalnej). Jest członkiem redakcji periodyków naukowych z obszaru nauk humanistycznych i społecznych. W latach 2004–2006 była dziekanem krakowskiego Wydziału Zamiejscowego Szkoły Wyższej im. Bogdana Jańskiego w Warszawie.
Dyrektora Instytutu Pracy Socjalnej Uniwersytetu Papieskiego Jana Pawła II w Krakowie na kadencję od 1 marca 2017 do 28 lutego 2021. Była kierownikiem Podyplomowego Studium z Gerontologii Społecznej oraz Podyplomowego Studium Asystenta Rodziny na tej uczelni. Jako Kierownik Katedry Etyki Pracy Socjalnej na Wydziale Nauk Społecznych Uniwersytetu Papieskiego otrzymała nagrodę Anioła Interwencji Kryzysowej nadawanym przez dyrektora Ośrodka Interwencji Kryzysowej i Poradnictwa w Myślenicach. Prorektor ds. studenckich i dydaktyki w kadencji 2020–2024.
W 2016 została powołana przez minister Elżbietę Rafalską na członka Rady do spraw Polityki Senioralnej przy Minister Rodziny, Pracy i Polityki Społecznej w kadencji 2016–2020. Ta sama minister powołała ją w 2017 na członka Zespołu Monitorującego do spraw Przeciwdziałania Przemocy w Rodzinie III kadencji. Zasiadała w komitecie naukowym i organizacyjnym Konferencji Profilaktyka społeczna na rzecz rozwoju (2015) organizowanej w ramach Europejskiego Roku na Rzecz Rozwoju, ogólnopolskiej Konferencji Superwizja w polskiej pomocy społecznej – stan obecny i perspektywy (2019) oraz w komitecie naukowym II Ogólnopolskiej Konferencji Starość w perspektywie personalistycznej, społecznej i kulturowej – refleksje interdyscyplinarne (2018).
Otrzymała Nagrodę Rektora Papieskiej Akademii Teologicznej w Krakowie (2006) i Odznakę „Zasłużony dla Papieskiej Akademii Teologicznej w Krakowie” (2008).

## Prace naukowe
- Bezrobocie źródłem biedy i ubóstwa, 2005,
- Środowisko rodzinne jako determinant zachowań szkolnych dzieci i młodzieży, 2006,
- Rodzina w kryzysie, 2006, 2018,
- Specyfika polskiego bezrobocia na tle innych członków UE. Zarys problematyki, 2007,
- Rozwój zasadniczym powołaniem człowieka. Zarys problematyki w świetle katolickiej nauki społecznej, 2007,
- Bezrobocie przyczyną destrukcji życia rodzinnego, 2007,
- Uwarunkowania głodu. Zarys problematyki, 2007,
- Ważność rodziny wobec alternatywnych form życia małżeńsko-rodzinnego. Zarys problematyki, 2008,
- Stan bez pracy- szansą czy zagrożeniem dla rodziny, 2008,
- Godność bezdomnego jako osoby w świetle nauczania katolickiej nauki społecznej, 2008,
- Przeciw wykluczeniu społecznemu, 2008,
- Bieda i bezrobocie jako przyczyna wykluczenia społecznego, 2008[3].